# 中山義崇
中山 義崇（なかやま よしたか、1924年（大正13年）4月10日 - 2003年（平成15年）11月24日）は、日本の教育者。崇城大学元学長、君が淵学園理事長。娘婿は崇城大学現学長の中山峰男（旧姓：佐々、長女・郷子の夫）。1981年（昭和56年）11月藍綬褒章受章。

## 概歴
熊本県下益城郡小川町に生まれる。1945年（昭和20年）、官立熊本工業専門学校教員養成電気工学科（現・熊本大学）を卒業する。1949年（昭和24年）、私塾君が淵電波塾を創立。1961年（昭和36年）、学校法人君が淵学園を設立し理事長に。同年君が淵電波工業高等学校を開校し、初代校長に就任する。以降同校を発展させ、1967年（昭和42年）、熊本工業大学を設立、学長に就任する。1978年（昭和53年）、文徳学園理事長を兼任。
1988年（昭和63年）、日本私立大学協会理事となり、常務理事、九州支部長を経て、1995年（平成7年）から日本私立大学協会副会長。2000年（平成12年）、熊本工業大学を崇城大学に改称する。2003年（平成15年）、熊本市の病院で死去。79歳。米国国際大学工学博士。主な著書に基礎電子管、テレビジョン学交流理論などがある。1992年（平成4年）の第16回参議院議員通常選挙で熊本県選挙区から無所属で立候補したが落選した。

## 家族
- 妻・サワ子（1931年（昭和6年）8月13日生、尚絅高等女学校卒）[1]
- 長女・郷子（1951年（昭和26年）12月22日生、熊本女子大学卒）[1][4]
- 娘婿・峰男（1947年（昭和22年）9月22日生、熊本大学工学部卒）[1]
- 次女・久子（1956年（昭和31年）7月17日生、東京学芸大学卒、堀内賢二（防衛医科大学校卒）の妻）[1]

## 関連事項
- 文徳中学校
- 熊本市民会館